# 83e régiment d'infanterie (France)
Le 83e régiment d'infanterie (83e RI) est un régiment d'infanterie de l'Armée de terre française, à double héritage, créé sous la Révolution à partir du régiment de Foix, un régiment français d'Ancien Régime, et du 8e régiment d'infanterie légère créé à partir des chasseurs des Vosges.

## Création et différentes dénominations
Le 83e régiment d’infanterie a la particularité, comme tous les régiments d’infanterie portant un numéro entre le 76e et le 99e, d’être l'héritier des traditions de deux régiments : le 83e régiment  d'infanterie de ligne, et le 8e régiment d'infanterie légère.
- 1er janvier 1791 : à la Révolution, tous les régiments prennent un nom composé du nom de leur arme avec un numéro d'ordre donné selon leur ancienneté. Le régiment de Foix devient le 83e régiment d'infanterie de ligne (ci-devant Foix) ;
- 29 juillet 1794 : amalgamé il prend le nom de 83e demi-brigade de première formation
- 5 mars 1796 : reformé en tant que 83e demi-brigade de deuxième formation
- 1803 : Le 83e régiment d'infanterie de ligne n'est pas formé et le no 83 disparait jusqu'en 1854.
- En 1854, l'infanterie légère est transformée, et ses régiments sont convertis en unités d'infanterie de ligne, prenant les numéros de 76 à 100. Le 8e régiment d'infanterie légère prend le nom de 83e régiment d'infanterie de ligne.
- 1882 : renommé 83e régiment d'infanterie.
- 1914 : à la mobilisation, donne naissance au 283e régiment d’infanterie
- 1928 : dissous (traditions gardées par le 14e RI).

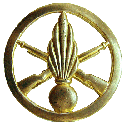
insigne de béret d'infanterie

- 1939 : recréation du 83e régiment d'infanterie.
- 1940 : Le régiment est dissous.

## Chefs de corps
- 1er janvier 1784 : Guillaume Marie, vicomte de La Roche-Aymon
- 5 février 1792 : Jean-Baptiste François de Chef du Bos, chevalier de Bouan
- 12 juillet 1792 : Gaspard Adrien Bonnet du Louvat de Champollon
- 8 mars 1793 : Antoine Balland
- 1801 : Chef de brigade Jean Nicolas Xavier Ducasse (*)
- 1858-1867 : colonel Edmond Nayral Martin de Bourgon. (*)
- 1895-1905 : colonel G.A. Deshortes de Beaulieu.
- 1905- : colonel E.N.G.E. Rousselet
- 1914 - 1915 : Colonel Breton

## Historique des garnisons, combats et batailles du83eRI

### 83erégiment d'infanterie de ligne ci-devant Foix (1791-1793)
L'ordonnance du 1er janvier 1791 fait disparaître les diverses dénominations, et les corps d'infanterie ne sont désormais plus désignés que par le numéro du rang qu'ils occupaient entre eux. Ainsi, 101 régiments sont renommés. Les régiments sont toutefois largement désignés avec le terme ci-devant, comme 83e régiment d'infanterie ci-devant Foix.
Le régiment se compose de deux bataillons à neuf compagnies, dont une de grenadiers.

Le premier bataillon prend le drapeau tricolore, le second conserve l'ancien drapeau du régiment de Foix, sans armoiries, ni devises, ni marques féodale.

Ces deux drapeaux avaient la cravate tricolore et portaient brodé sur la flamme, d’un côté : « 83e régiment d'infanterie » et de l'autre : « Discipline et obéissance à la loi ».

En 1792, le drapeau tricolore sera donné aussi au deuxième bataillon, et tout le régiment arborera la cocarde tricolore. Enfin, en 1793, le régiment prendra l'uniforme des volontaires, devenu celui de toute l’infanterie.

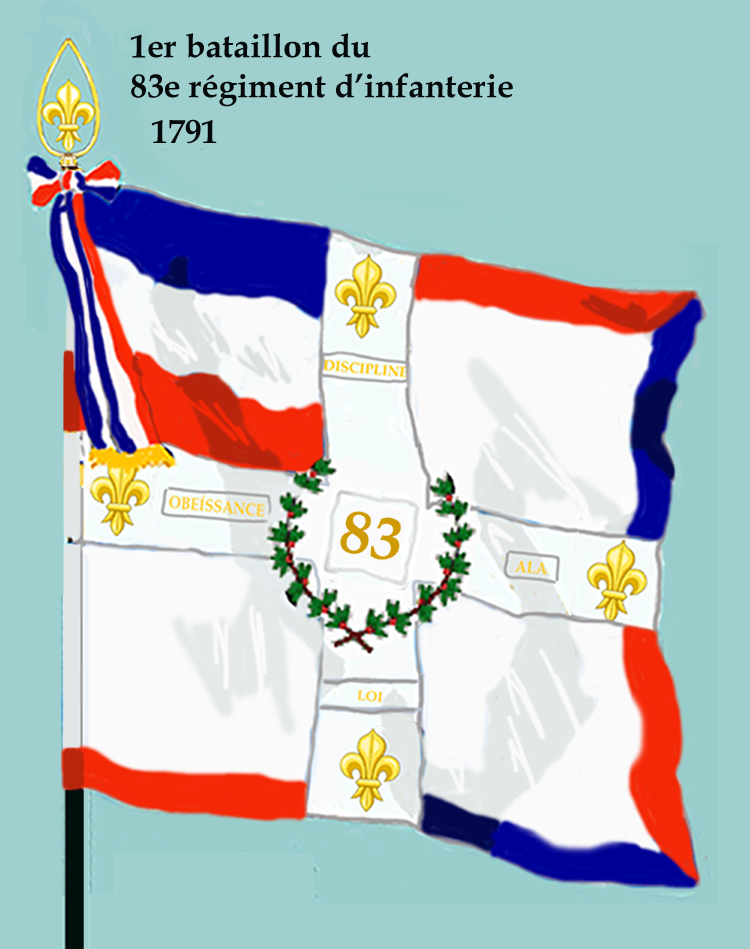
Drapeau du 1er bataillon du 83e régiment d'infanterie ci-devant Foix de 1791 à 1793
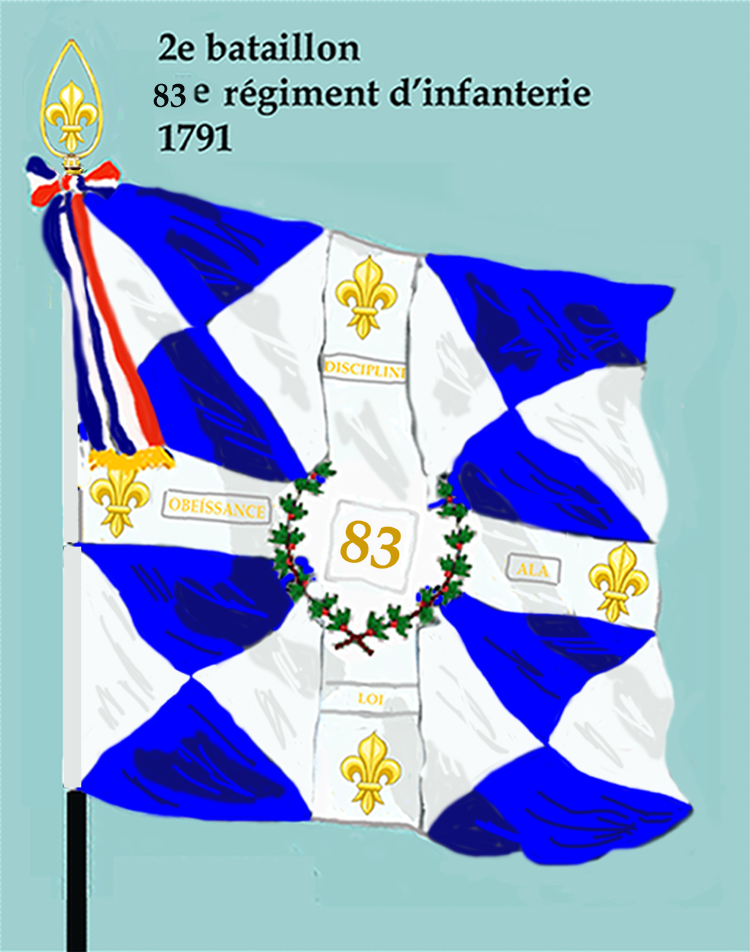
Drapeau du 2e bataillon du 83e régiment d'infanterie ci-devant Foix de 1791 à 1793
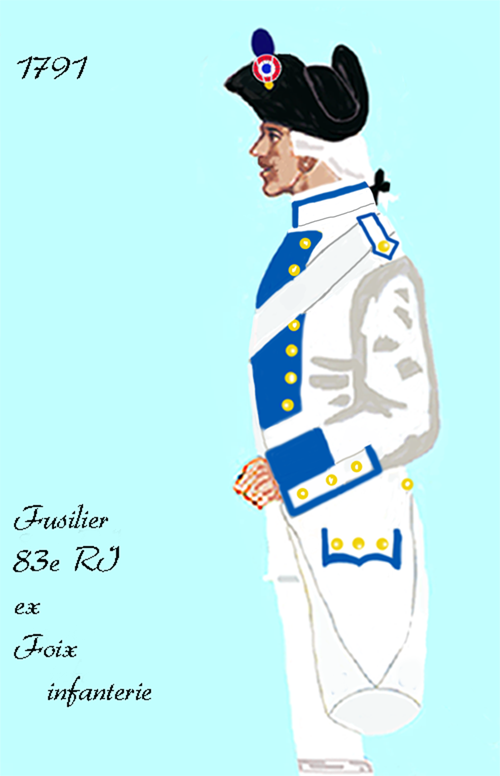
Uniforme du 83e régiment d'infanterie ci-devant Foix de 1791 à 1792
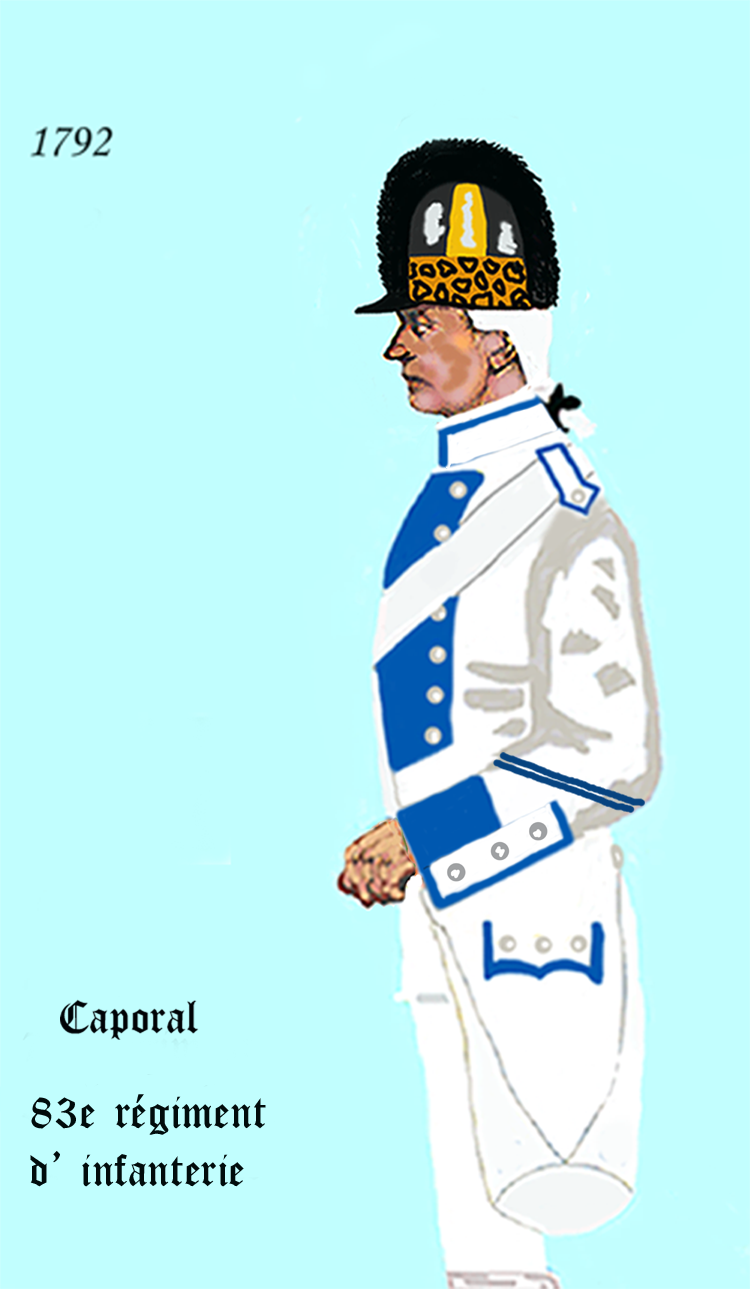
Uniforme du 83e régiment d'infanterie ci-devant Foix de 1792 à 1796
Drapeau du 83 régiment d'infanterie en 1792

#### Révolution française
En avril 1791, le 1er bataillon du 83e, fort de 1 091 hommes, fait partie de l'avant-garde de l'armée du général de La Fayette, rassemblée à Givet. Cette avant-garde, de 3 000 hommes, est attaquée le 23 mai par 10 000 Autrichiens, à Florennes, en avant de Philippeville et forcé de battre en retraite. 
En juin 1791, les soldats du 83e régiment d'infanterie ci-devant Foix, en apprenant la fuite du roi, offrirent l'argent de leurs masses à l'Assemblée nationale législative pour réparer les fortifications de Givet.

En 1792, le 83e régiment d'infanterie ci-devant Foix fait partie de l'armée du Nord et de Belgique et se distingue, le 23 mai avec le régiment de Condé, au combat d'Hamptinne avant de se retirer en bon ordre à Philippeville. 

En juin 1792, durant la marche de l'armée sur Maubeuge le régiment toujours en avant-garde est établi sur la Glisuelle, est surprise par l'ennemi au milieu d'un orage et forcée de battre en retraite.

Après ces opérations, le 1er bataillon du 83e reste avec l'armée au camp de Maubeuge du 25 juin au 25 août. Il marche ensuite vers l'Argonne, rejoindre l'armée de Dumouriez.

Le 20 septembre 1792, il est chargé de défendre la butte du moulin de Valmy.

Après la retraite des armées coalisées, le 83e arrive, le 22 octobre, à Valenciennes, assiste le 6 novembre à la bataille de Jemmapes, puis entre à Mons le 7 novembre, à Bruxelles le 14, à Tirlemont le 20, à Liège le 21 et prend ses quartiers d'hiver près de Tongres.
Le 6 mars 1793, les Impériaux, concentrés à Juliers, passent le Roër et viennent surprendre les 34e, 83e et 98e régiments d'infanterie à Tongres qui battent en retraite. Le 16 mars Dumouriez rencontre et bat les Autrichiens à Tirlemont et Goizenhoven et les contraints à se retirer sur Neerwinden ou une nouvelle bataille à lieu le 18 mars. 
Après cette bataille, il bat en retraite en direction Bruxelles, où elle arrive le 25, après avoir combattu quotidiennement, entre Saint-Tron et Bruxelles et s'arrête, le 28 mars, au camp d'Antoing, près de Tournay avant de rejoindre le camp de Famars, près de Valenciennes. Envoyé pour débloquer Condé, il est battu au combat du bois de Bonne-Espérance, à Raismes et forcé de revenir au camp de Famars.
Le 10 mai, les deux bataillons du 83e rentrent à Cambrai et font partie de la réserve de l'armée des Ardennes, sous les ordres du général Lamarche.
À partir de ce moment, les deux bataillons sont séparés ; le 1er bataillon est envoyé à Avesnes-sur-Helpe et le 2e bataillon reste à Cambrai.
1er bataillon
Le 1er bataillon repart de Cambrai le 25 mai pour entrer dans la composition de la brigade de réserve de l'armée qui était au camp de César. Cette armée reste dans l'inaction pendant deux mois et ne peut empêcher la prise de Condé et de Valenciennes.

Sous le commandement du général Houchard, le 1er bataillon se porte au secours de Dunkerque et de Bergues puis s'empare de Poperinghe puis bombarde Ypres avant de se replier sur Lille.

En octobre 1793 les 430 hommes du 1er bataillon qui campe dans les environs de Gavrelle se met en marche pour dégager Maubeuge, et rencontre l'ennemi à Wattignies. Après avoir pris Marchienne le 25 octobre, le bataillon y est assiégé, le 30 octobre, par le duc d'York. Contraint de se rendre, le 1er bataillon est fait prisonnier et ne reparait plus à l'armée du Nord. 

Le 1er bataillon est reconstitué au dépôt, à Versailles, avec les prisonniers qui rentrent vers le mois de décembre 1794 et avec les nouvelles levées, il tient successivement garnison à Versailles, puis à Senlis (5 février 1796, effectif 412 hommes), à Bellevue (23 avril 1796, effectif 475 hommes), à Charenton (15 mai 1796), et au camp de Grenelle (15 juin 1796).

Reconstitué trop tard, le 1er bataillon qui devait entrer dans la formation de la 153e demi-brigade de première formation, entre directement dans la 7e demi-brigade de deuxième formation le 22 août 1796.
2e bataillon
Le 2e bataillon, resté à Cambrai, contribue à sa défense les 8 et 9 août 1793.
 L'historique du 2e bataillon jusqu'en avril 1794, n'est pas précisé. Le 7 avril 1794 on trouve le 2e bataillon(avec un effectif 1 036 hommes) dans la division Pierquin, au camp d'Arleux, et, le 3 juillet, avec 567 hommes, dans la division Bonnaud à Swynaerde.

Le 7 août 1794, lors du premier amalgame le 2e bataillon du 83e régiment d'infanterie (ci-devant Foix) est amalgamé avec le 1er bataillon de volontaires de Valenciennes et le 16e bataillon de volontaires de Paris également appelé 1er bataillon républicain de Paris pour former la 154e demi-brigade de première formation.
Il s'illustre pendant les campagnes du Nord, défend le moulin de Valmy, passe en Belgique pour combattre à Jemmapes, Neerwinden et Wattignies.
À partir de ce moment, les deux bataillons furent séparés ; le 1er bataillon est envoyé à Sedan et le 2e bataillon à Cambrai.
1er bataillon
En 1793, le 1er bataillon du 83e régiment d'infanterie ci-devant Foix sert à l'armée du Nord et fait partie des 10 000 hommes que le général Cordellier-Delanoüe conduisit au mois d'août à l'armée de l'Ouest. Le bataillon sert en Vendée jusqu'à la fin de la guerre civile, sans avoir été amalgamé en 1793, et il est entré, le 22 avril 1796, dans la composition de la 7e demi-brigade de deuxième formation.
2e bataillon
En 1793, le  2e bataillon du 83e régiment d'infanterie ci-devant Foix quitte pour se rendre à l'armée du Rhin et est fait prisonnier à Francfort-sur-le-Main. Reformé, il sert deux ans sur cette frontière et est amalgamé à Brest, le 29 avril 1795, avec le 1er bataillon de volontaires de Valenciennes et le 16e bataillon de volontaires de Paris également appelé 1er bataillon républicain de Paris pour former  la 154e demi-brigade de première formation.
- 1792-1793 : Armée de Belgique, combat d'Hamptinne. Il s'illustre pendant les campagnes du Nord, défend le moulin de Valmy, passe en Belgique pour combattre à Jemmapes, Neerwinden et Wattignies
- 1794 : Armée du Nord.
- 1792-1795 : Alpes
- 1795 : Pyrénées
- 1795 : Corse
- 1794-1795 : Italie
- 1796 : 83e demi-brigade de deuxième formation formée à Düsseldorf fait partie de l'armée de Sambre-et-Meuse.
- 1799
  - Bataille de Stockach
- 1796-1800 : Allemagne
- 1803 : Lors de réorganisation des corps d'infanterie les 1er et 2e bataillons sont incorporés au 3e régiment d'infanterie de ligne.

Le no 83 restera vacant jusqu'en 1814, ou il sera rétabli momentanément, jusqu'en 1815. À cette date il est de nouveau supprimé.

Il n'est recréé qu'en 1855 quand le 83e est formé avec le 8e régiment d'infanterie légère.

### Second Empire
Le décret du 24 octobre 1854 réorganise les régiments d'infanterie légère les corps de l'armée française. À cet effet le 8e régiment d'infanterie légère prend le numéro 83 et devient le 83e régiment d'infanterie de ligne.
- Par décret du 2 mai 1859 le 83e régiment d'infanterie fourni 1 compagnie pour former le 102e régiment d'infanterie de ligne.*

- Algérie 1864-1867.

Il ne prend part ni à la Campagne de Crimée, ni à celle d'Italie. En revanche il revient en Algérie de 1864 à 1867.

### 1871 à 1914
Il participe à la guerre franco-allemande de 1870. Il commence à se battre le 30 août 1870 à Raucourt, puis le 1er septembre son 1er bataillon défend la gare de Sedan. La bataille perdue, le régiment est envoyé en captivité dans des villes du Nord de l'Allemagne. Auparavant, son drapeau a pu être remis à M. Mahulot ancien militaire habitant Sedan, sans être capturé par les Allemands.
Le 17 novembre 1870 eut lieu le combat de Torçay où fut engagé une compagnie de marche du 83e RI qui composait le 36e régiment de marche[réf. nécessaire].

Le 24 novembre 1870, les 8e compagnies des 2e et 3e bataillons du 83e régiment d'infanterie de ligne qui composaient le 29e régiment de marche furent engagés dans les combats de Chilleurs, Ladon, Boiscommun, Neuville-aux-Bois et Maizières dans le Loiret[réf. nécessaire].
Le 6 janvier 1871, la compagnie de marche du 83e RI qui composait le 36e régiment de marche est engagé dans l'affaire du Gué-du-Loir[réf. nécessaire].
À la conclusion de paix, le régiment est reformé à Clermont-Ferrand avec les débris du 83e et ceux du 3e régiment de voltigeurs de l'ex-Garde.
Le 83e sera affecté aux garnisons successives de Marseille, Albi, Lyon, Saint-Gaudens et Toulouse.
Le 14 juillet 1880 le Président de la République remet au colonel de Coulanges son drapeau qui porte les noms de Gênes, Wagram, la Moskowa, Lutzen.
1881 : Pour la campagne de Tunisie, les 3e et 4e bataillon entrent au Kef avec la colonne Logerot. Le pays pacifié, le 4e bataillon rentre en France. Le 3e reste sur place pour mater les insurrections épisodiques et ne rentre en France qu'en 1886.

### Première Guerre mondiale
En 1914 casernement: Toulouse, Saint Gaudens; 67e Brigade d'Infanterie ; 34e Division d'Infanterie ; 17e Corps d'Armée.

#### 1914
- 6 août, départ pour Valmy.
- 21 août, premier combat vers Bertrix.
- 26 août, vers Thelonne.
- 28 août, vers Bulson.
- Première bataille de la Marne.
- Novembre, côte 200.

#### 1915
- Décembre 1914 à Mars, Champagne.
- " Une fois de plus, le 83e a mérité d'être appelé l'un des meilleurs régiments du Corps d'Armée." Citation, 1915.bataille de loos en gohelle soldat enterre au cimetière britannique maroc a grenay dep 62
- Mars, Perthes-lès-Hurlus.
- Mai, en Artois vers Perthes.
- 9 mai, Duisans.
- septembre, Bataille de Champagne (1915).

#### 1916
- janvier, vers Avocourt.
- juillet en Champagne, vers Sarry.

#### 1917
- En Champagne, Mont Cornillet.
- Avril, vers Saint-Hilaire-le-Grand.
- Mai, région de Verdun.
- Décembre, Bar-le-Duc.

#### 1918
- Avril, dans les Flandres.
- Mai, vers Saint-Mihiel.
- Août, vers Commercy et Bacouel.
- Septembre, vers Lancy.

### Entre-deux-guerres
Dissolution du régiment en 1928 les traditions sont gardées par le 14e R.I.

### Seconde Guerre mondiale
Reformé le 1er juin 1940 sous le nom de 83e R.I, il appartient à la 59e DLI (59e Division Légère d'Infanterie). Région Militaire, Centre Mobilisateur d'infanterie; Active ; il est mis sur pied par le CMI 51.

## Drapeau
Il porte, cousues en lettres d'or dans ses plis, les inscriptions suivantes :
- Valmy 1792
- Gênes 1800
- Wagram 1809
- Moskowa 1812
- Lützen 1813
- Champagne 1915
- Verdun 1916
- Flandres 1918[10]

## Décorations
Sa cravate est décorée de la Croix de guerre 1914-1918  avec deux palmes (deux citations à l'ordre de l'armée).
Il a le droit au port de la fourragère aux couleurs du ruban de la Croix de guerre 1914-1918.

## Personnages célèbres ayant servi au83eRI
- Hugues Charlot, né le 10 juin 1757 - Voiron (Isère) ✝ 18 décembre 1821 - Bordeaux, général français de la Révolution et de l’Empire.
- Pierre Coste (29 novembre 1767 - Quissac (Gard) ✝ 25 avril 1834 - Nîmes), sergent dans la 83e demi-brigade de bataille le 24 octobre 1791.
- Pierre Jourdan membre de la bande à Bonnot

## Sources et bibliographie
- Grande guerre, 1914-1918 : historique du 83me régiment d'infanterie, Saint-Girons, Pont, Pierre, 43 p. (lire en ligne)
- À partir du Recueil d'Historiques de l'Infanterie Française (Général Andolenko - Eurimprim 1969)
- Une association belge de reconstitueurs qui a fait revivre le 8e Régiment d'Infanterie Légère pendant plusieurs années - désormais inactive sur le sujet.
- Forum Histoire vivante : http://histoirevivante.forumculture.net/infanterie-f10/8e-leger-en-1812-1815-t702.htm
- ACNM (Association pour la Conservation des Monuments Napoléoniens) : http://napoleon-monuments.eu/Napoleon1er/OFFICIERS.htm
- Médaillés de Sainte-Hélène : http://www.stehelene.org/php/accueil.php?lang=fr
- Médaille de Sainte-Hélène (Wikipédia)
- Lieutenant Edmond Pitot : Historique du 83e régiment d'infanterie, 1684-1891